# Luke Wilson
Luke Cunningham Wilson (sinh ngày 21 tháng 9 năm 1971) là một diễn viên người Mỹ. Anh là em trai của các diễn viên Owen Wilson và Andrew Wilson.

## Thời niên thiếu
Wilson được sinh ra ở Dallas, Texas, con trai của Robert Andrew Wilson và Laura Cickyham Wilson. Gia đình anh là người Công giáo gốc Ailen. Ở Dallas, anh học tại trường St. Mark's Texas và ở Los Angeles, học tại trường Đại học Occidental.

## Phim
| Năm              | Tên phim                                | Nhân vật                    | Ghi chú khác                                      |
| ---------------- | --------------------------------------- | --------------------------- | ------------------------------------------------- |
| 1996             | Bottle Rocket                           | Anthony Adams               |                                                   |
| 1997             | Bongwater                               | David                       |                                                   |
| 1997             | Telling Lies in America                 | Henry                       |                                                   |
| 1997             | Best Men                                | Jesse Reilly                |                                                   |
| 1997             | Scream 2                                | Billy                       | Plays a character in the film-within-a-film Stab. |
| 1998             | Dog Park                                | Andy                        |                                                   |
| 1998             | Home Fries                              | Dorian Montier              |                                                   |
| 1998             | Rushmore                                | Dr. Peter Flynn             |                                                   |
| 1999             | Kill the Man                            | Stanley Simon               |                                                   |
| 1999             | Blue Streak                             | Detective Carlson           |                                                   |
| 2000             | My Dog Skip                             | Dink Jenkins                |                                                   |
| 2000             | Committed                               | Carl                        |                                                   |
| 2000             | Bad Seed                                | Preston Tylk                |                                                   |
| 2000             | Charlie's Angels                        | Peter Kominsky              |                                                   |
| 2001             | Legally Blonde                          | Emmett Richmond             |                                                   |
| 2001             | Soul Survivors                          | Jude                        |                                                   |
| 2001             | The Royal Tenenbaums                    | Richie Tenenbaum            |                                                   |
| 2002             | The Third Wheel                         | Stanley                     |                                                   |
| 2003             | Masked and Anonymous                    | Bobby Cupid                 |                                                   |
| 2003             | Old School                              | Mitch Martin                |                                                   |
| 2003             | Stuck on You                            | Himself                     |                                                   |
| 2003             | Alex and Emma                           | Alex Sheldon / Adam Shipley |                                                   |
| 2003             | Charlie's Angels: Full Throttle         | Peter Kominsky              |                                                   |
| 2003             | Legally Blonde 2: Red, White and Blonde | Emmett Richmond             |                                                   |
| 2004             | Around the World in 80 Days             | Orville Wright              |                                                   |
| 2004             | Anchorman: The Legend of Ron Burgundy   | Frank Vitchard              |                                                   |
| 2004             | Wake Up, Ron Burgundy: The Lost Movie   | Frank Vitchard              |                                                   |
| 2005             | The Wendell Baker Story                 | Wendell Baker               | Also writer/producer/director                     |
| 2005             | The Family Stone                        | Ben Stone                   |                                                   |
| 2006             | Hoot                                    | Officer David Delinko       | From The C.C.P.D. Company                         |
| 2006             | Mini's First Time                       | John Garson                 |                                                   |
| 2006             | My Super Ex-Girlfriend                  | Matt Saunders               |                                                   |
| 2006             | Idiocracy                               | Corporal Joe Bauers         |                                                   |
| 2006             | Jackass Number Two                      | Himself                     |                                                   |
| 2007             | You Kill Me                             | Tom                         |                                                   |
| 2007             | Vacancy                                 | David Fox                   |                                                   |
| 2007             | 3:10 to Yuma                            | Zeke                        |                                                   |
| 2007             | Blades of Glory                         | Sex Class Instructor        |                                                   |
| 2007             | Battle for Terra                        | Lt. James "Jim" Stanton     | Voice role                                        |
| 2007             | Blonde Ambition                         | Ben                         |                                                   |
| 2008             | Henry Poole Is Here                     | Henry Poole                 |                                                   |
| 2009             | Tenure                                  | Charlie Thurber             |                                                   |
| 2010             | Death at a Funeral                      | Derek                       |                                                   |
| 2010             | Middle Men                              | Jack Harris                 |                                                   |
| 2012             | Meeting Evil                            | John                        |                                                   |
| 2012             | Straight A's                            | William                     |                                                   |
| 2013             | Move Me Brightly                        | The Interviewer             | Music documentary film                            |
| 2014             | The Skeleton Twins                      | Lance                       |                                                   |
| 2014             | Ride                                    | Ian                         |                                                   |
| 2014             | Dear Eleanor                            | Bob Potter                  |                                                   |
| 2015             | Playing It Cool                         | Samson                      |                                                   |
| Meadowland       | Phil                                    |                             |                                                   |
| The Ridiculous 6 | Danny                                   |                             |                                                   |
| Concussion       | Roger Goodell                           |                             |                                                   |
| 2016             | Outlaws and Angels                      | Josiah                      |                                                   |
| 2016             | All We Had                              | Lee                         |                                                   |
| 2016             | Rock Dog                                | Bodi                        | Voice role                                        |
| 2016             | Approaching the Unknown                 | Louis Skinner               |                                                   |
| 2017             | Brad's Status                           | Jason Hatfield              |                                                   |
| 2018             | Arizona                                 | Scott                       |                                                   |
| 2018             | Measure of a Man                        | Marty Marks                 |                                                   |
| 2018             | High Voltage                            | Rick                        |                                                   |
| 2019             | Berlin, I Love You                      | Burke Linz                  |                                                   |
| 2019             | Guest of Honour                         | Father Greg                 |                                                   |
| 2019             | The Goldfinch                           | Larry Decker                |                                                   |
| 2019             | Zombieland: Double Tap                  | Albuquerque                 |                                                   |
| 2020             | All the Bright Places                   | James                       |                                                   |
| TBA              | 12 Mighty Orphans                       | Rusty Russell               |                                                   |